# Дунавска равнина
Дунавската равнина (или Дунавска хълмиста равнина) е една от петте физикогеографски зони на България. Тя е част от Долнодунавската равнина и заема голяма част от Северна България. Тя е най-северната физикогеографска област на България и е най-голямата равнинна територия в страната. Голяма част от равнината се използва за земеделие.

## Географско положение, граници, площ, деление

### Географско положение
Дунавската равнина е разположена между река Дунав на север и Предбалкана на юг, на запад се простира до границата със Сърбия а на изток до Черно море. Чрез Добруджа на североизток се свързва с Източноевропейската равнина. Тя се простира върху територията на 13 български области, от които 5 изцяло – Плевенска, Русенска, Разградска, Силистра и Добричка и 8 частично – Видинска, Монтанска, Врачанска, Ловешка, Великотърновска, Търговишка, Шуменска и Варненска.

### Граници
Докато на север, запад и изток равнината е ясно разграничена, на юг границата с Предбалкана опира до най-северните му ридове и планини. Тук тази граница има недостатъчна изразителност и може да се счита като условна, но заедно с това в отделни интервали, където северните склонове на съответните ридове и планини на Предбалкана се спускат сравнително стръмно към южната периферия на равнината, нейното морфоложко изражение е обусловено от тектониката.
На запад тази граница започва от северното подножие на уединената височина Връшка чука, след това следи подножието на северния разседно обусловен стръмен склон на Рабишката могила (461 m), а по̀ на изток морфотектонски изразената граница се проследява по северното подножие на планинския рид Венеца (904 m) и Широка планина (941 m), където по протежението на северното бедро на Белоградчишката антиклинала ясно проличава морфоложката изява на разломно-дислокационните структури. При село Владимирово границата пресича река Огоста и продължава на изток по северното подножие на разседно обусловения склон на Владимировския рид. Още по̀ на изток обхожда от север уединената височина Борованска могила и продължава на изток в южната околност на село Враняк. При село Чомаковци границата пресича река Искър, следейки на изток подножието на праволинейния и стръмен разседно-обусловен северен склон на Маркова могила.
След това границата обхожда откъм север по-високия хълмист релеф при село Телиш, по̀ на изток, при село Садовец пресича долината на река Вит, следейки по-нататък северната периферия на Ловчанските височини. Още по̀ на изток границата между Дунавската равнина и Предбалкана пресича река Осъм при село Александрово и продължавайки след това по северното подножие на Деветашкото плато, достига до разседно обусловената по паралела долина на река Росица. По-нататък тя следи южната периферия на запълненото с плиоценски наслаги Ресенско структурно понижение. При село Самоводене границата пресичайки река Янтра върви по северното подножие на праволинейния разседно обусловен склон на Търновските височини и продължава на североизток по долината на Голяма река.
След това границата между Дунавската равнина и Предбалкана преминава по вододела между Голяма река и Черни Лом и по̀ на изток се очертава от долината на Черни Лом и нейния плосък вододел спрямо левия приток на река Врана – Лилякска река. Оттук на изток добре изразената праволинейна морфотектонска граница следи подножието на северния разседно обусловен склон на Преславска планина, а след това по южната периферия на долината на река Камчия достига до Черно море, като в тази си последна част Дунавска равнина граничи директно със Стара планина.

### Площ
В тези граници Дунавската равнина заема площ 31 523 km2, което представлява 28,42% от територията на България. Дължината ѝ от река Тимок на запад до Черно море на изток е около 500 km, а ширината ѝ – от 20 – 25 km (в западната част) до 120 km (в Лудогорието и Южна Добруджа).

### Деление
От долините на реките Вит и Янтра Дунавската равнина се поделя на три части: Западна Дунавска равнина, Средна Дунавска равнина и Източна Дунавска равнина.

#### Западна Дунавска равнина
Западната Дунавска равнина е най-тясна (посока север – юг), с най-малка средна надморска височина (130 m) и има площ от 7235 km2. Западната част се характеризира с равнинно-хълмист релеф, в който се наблюдават съчетанието на плоски вододели, каньоновидни и асиметрични долини и крайдунавски алувиални низини. Наклонът на Западната Дунавска равнина е в посока североизток и в тази посока са насочени долините на по-големите реки Лом, Цибрица, Огоста, Искър, Вит, и др.). На запад от река Лом реките са с тесни каньоновидни долини, а на изток от нея, речните долини са широки и асиметрични. Долинната асиметрия е резултат от взаимодействието между издигането на сушата през кватернера и прорязването на речните корита в слабо наклонените пластове от варовици и глини. Следвайки наклона на пластовете реките са измествали своите легла на изток, подкопавайки десните склонове на речните долини. По този начин са се образували асиметрични долини с полегат ляв и стръмен десен бряг. Характерни за релефа на тази част от Дунавската равнина са плоските долинни ридове – златии. Най-изразителна е Златията между реките Цибрица и Огоста.
Най-изразителните форми на релефа в Западната Дунавска равнина са:
- Арчаро-Орсойска низина (36,8 km2)
- Бреговско-Новоселска низина (70,4 km2)
- Видинска низина (224,6 km2)
- Винаровски височини
- Гламата (възвишение, 334 m)
- Златията (льосово плато, височина 120 – 140 m)
- Капитаница (льосово плато, 224 m)
- Козлодуйска низина (45,2 km2)
- Островска низина (25,6 km2)
- Равнището (льосово плато)
- Цибърска низина (Долноцибърска низина, 21,5 km2)

#### Средна Дунавска равнина
Средната Дунавска равнина е най-малката по площ (4534 km2) от трите части. Средната част на Дунавската равнина има плоскоридов и хълмист релеф, дълбоко разчленен от долините на реките Вит, Осъм и Янтра и техните притоци със средна надморска височина от 138 m. Разпространени са льосовите плата. В западната ѝ част се простира асиметричната долина на река Вит, а по̀ на изток следват Плевенските височини, Павликенските възвишения и каньоновидните долини на реките Тученица и Чернялка. Още по̀ на изток се намират широките долини, където текат реките Осъм, Росица и Янтра. Хълмистият характер на релефа се допълва от 14-те базалтови могили между село Драгомирово на север и град Сухиндол на юг. Те са образувани по тектонска пукнатина и вероятно имат плиоценска кватернерна възраст. Най-обширните от крайбрежните алувиални низини по поречието на Дунав са Свищовско-Беленската, Вардимската и Чернополската низини.
Никополското плато и Плевенските височини имат силно развита карстова структура. Тук се намират пещерите Нанин камък, Водница, Мара Денчева и др. Срещу град Белене се намира най-голямата островна група в българския участък на река Дунав – Беленска островна група. Тук се намира природен парк Персина, в който са включени природните резервати Китка и Милка, както и поддържания резерват Персински блата.
Най-изразителните форми на релефа в Средната Дунавска равнина са:
- Базалтови могили (Сухиндолски базалтови могили, 14 броя, до 243 m)
- Батинска низина (5 km2)
- Вардимска низина (25,7 km2)
- Драгановски височини (Драгановски рид, 371 m)
- Никополско плато (258 m)
- Плевенски височини (317 m)
- Павликенски възвишения (317 m)
- Свищовско-Беленска низина (171 km2)
- Свищовско плато (239 m)
- Чернополска низина (183 km2)

#### Източна Дунавска равнина
Източната част на Дунавската равнина се отличава от останалите части със своя разнообразен платовидно-хълмист релеф и с по-голямата си надморска височина (Лилякското плато 517 m). Площта ѝ е най-голяма от трите области (19753 km2), а средната ѝ надморска височина е 204 m. Поради по-силните издигания на фундамента се е оформила Севернобългарската подутина, оста на която минава по Поповско-Разградските и Самуиловските височини. На север от тях се простират Лудогорското и Добруджанското плато, които са дълбоко просечени от речната мрежа. Приблизително по линията Тутракан-Добрич реките губят оттока си и продължават подземно да текат към река Дунав. Техните суходолия са най-характерната особеност на релефа на Добруджанското плато. Широкото разпространение на варовиците е предпоставка за развитие на карстов релеф. Поради всичане във варовиковите пластове реките образуват живописни каньони, дълбоки до 100 – 120 m. По Дунавския и Черноморски бряг са развити големи свлачища. От крайдунавските низини най-големи по площ са Побрежието и Попино-Гарванската. В Побрежието се намира най-голямата в България защитена местност Калимок-Бръшлен.
Най-изразителни форми на релефа:
- Аблановска низина (6,1 km2)
- Авренско плато (Момино плато, 322 m)
- Айдемирска низина (34 km2)
- Войводско плато (Сърта, 481 m)
- Девненска низина
- Добринско плато (360 m)
- Добруджанско плато (350 m)
- Лилякско плато (517 m)
- Лонгоза (Долнокамчийска низина, 113 km2)
- Лудогорско плато (ок 300 m)
- Мадарско плато (431 m)
- Овче поле (около 200 – 300 m)
- Плисковско поле (100 – 200 m)
- Побрежие (Бръшлянска низина, 420,6 km2)
- Попино-Гарванска низина (10 km2)
- Поповски височини (486 m)
- Провадийско плато (389 m)
- Разградски височини (479 m)
- Роякско плато (408 m)
- Самуиловски височини (501 m)
- Синделска низина
- Смядовско поле (до 100 m)
- Стана (плато, 441 m)
- Фисек (възвишение, 420 m)
- Франгенско плато (356 m)
- Шуменско плато (502 m)

## Геоложки строеж
В тектонско отношение Дунавската равнина притежава типично плацидна структура, която се състои от дълбок палеозойски с херцинска възраст нагънат фундамент и дебелослойна почти хоризонтална мезозойско-терциерна надстройка (т.н. пластова платформа или плоча), която е покрита с плейстоценски льосов и льосовиден воал. Неговата максимална мощност достига 50 – 60 m, на места значително намалява, а другаде тази млада акумулативна покривка напълно липсва.
През палеозоя земите на Дунавската равнина са представлявали дълбок морски басейн, в който са били отложени седименти със значителна мощност. Проявилата се тук интрузивна дейност през време на една от херцинските орогенези е предизвикала тяхното нагъване. По-късно тази гънкова структура е била подложена на епейрогенно издигане, което е било последвано с оттеглянето на морския басейн и започване на продължително скулптурно морфогенетично действие на екзогенните процеси върху осушената пликативна основа. Проявата на тази морфогенетично дейност е била съпроводена с по-нататъшно издигане и дислоциране на херцинските гънкови структури и превръщането на териториалния им обхват в дълбоко разчленени планински земи. Тук продължителната денудация върху тях в края на палеозоя ги превръща в просторен пенеплен, който по-късно, в течение на мезозоя и терциера, не е бил подлаган на нагъвателна дейност, а е играл пасивна платформена роля. Тя е била съпроводена с продължителни бавни земекорни колебателни движения, обусловили хоризонталното седиментационно изграждане на платформата, която с течение на времето в някои райони е била подложена на дислоциране и значително разломяване.
Неотектонските колебателни движения и разломяването на плацидния строеж на Дунавската равнина са обусловили в нейнияенния облик на релефа. При тогавашните климатични условия и значителната морфогенетична дейност на по-пълноводните реки са били отложени широко разпространените в равнината плейстоценски покривни чакъли. И най-сетне през време на младия плейстоцен, когато са съществували условия за значителна проява на североизточен въздушен пренос и продължителна еолична морфогенетична дейност от тази посока, в пределите на Дунавската равнина започва образуването на нейната млада льосова и льосовидна акумулативна покривка.
При проследяването на геоложкия строеж на Дунавската равнина прави впечатление „остаряването“ на седиментните литоложки формации в посока от запад на изток. Докато между долините на Тимок и Искър под льосовата и льосовидната покривка се разкриват предимно миоценски и отчасти плиоценски седименти, по̀ на изток, към долината на река Вит и обсега на Плевенските височини под неогенните седиментни формации се разкриват еоценски, палеоценски и горнокредни сенонски варовици. Още по̀ на изток в долинните мрежи на реките Осъм и Янтра под льосовия воял се установяват разкрития на аптски и баремски варовици и варовити пясъчници. И най-сетне източно от долината на Янтра в подножната ивица на Поповските, Разградските и Самуиловските височини и в основата на Шуменското плато се разкриват и най-старите (неокомски) седименти на долната креда. Тези разлики във възрастта на плоския седиментен скален строеж на Дунавската равнина и разкриването на вси по-стари и по-стари литоложки формации в посока от запад на изток е отражение на различните по знак и амплитуда колебателни земекорни движения, които са обусловили по-малкото издигане и разчленяване на равнината в западната ѝ част и по-високото издигане и по-дълбокото разчленяване в нейната средна и особено в обсега на източната ѝ област.
В северната периферия на Дунавската равнина непосредствено на юг от река Дунав и успоредно на нея се проследява льосовата и льосовидната покривка. Тя представлява ивица, чиято ширина се колебае от 25 до 60 км. В близост до река Дунав по протежение на една ивица с ширина от 4 до 5 км се установява наличието на типичен льос с максимална мощност от 30 до 60 m и с преобладаване на едропраховата фракция (0,05 – 0,01 mm). На юг льосът преминава в по-маломощна льосовидна покривка с по-разнороден ситнозем и със значително глинесто-песъчливо съдържание. Голямата порьозност (до 50%) ясно изразената вертикална цепителност и значителното съдържание на карбонати (до 15%) заедно с голямата мощност обуславят характера на льосовия релеф и изобщо ролята на льоса в оформянето на съвременния облик на Дунавската равнина. Установените в льосовите разкрития кафяви до кафяворъждиви погребани почвени прослойки свиделестват за някогашните изменения в палеоклиматичните и палеоморфогенетичните условия, които са способствали за прекъсването и подновяването на льософормиращия процес.

## Релеф
Средната надморска височина на Дунавската равнина е 178 m. Тя в по-голямата част от равнината е между 100 и 250 m, но към Предбалкана тя става между 300 и 400 m. Най-високата точка в пределите на равнината е 517 m в Лилякското плато, в Шуменското плато – 502 m. Дунавската равнина има низинен, равнинно-хълмист и платовиден релеф. В северната и западната част преобладават низините, образувани предимно от речните наноси на река Дунав. Равнините в западната част заемат междудолинните пространства с посока  на североизток. На запад от река Осъм в съседство с Предбалкана и в някои от платата на Лудогорието надморската височина достига до 300 – 400 m, при река Дунав се понижава до 200 – 120 m, а към Черно море, източно от село Дуранкулак – до 7 – 8 m. Низинните земи (0 – 200 m) обхващат 19025 km2 или 60,35%, а хълмистите (200 – 500 m) – 12498 или 39,65%. Гъстотана на разчлението на Дунавската равнина варира между 0,5 и 2 km/km2, а дълбочината на разчленението ѝ в някои райони надхвърля 200 m.
Съвременният облик на релефа е отражение на взаимодействието между плоско наслоените нееднакво устойчиви пластове, колебателния характер на неотектонските движения и екзогенната скулптурна дейност на морфогенетичните процеси. Протеклото при тези обстоятелства полициклично развитие на релефа е обусловило формирането на две денудационни нива и 3 – 4 речни тераси. Началото на това полициклично развитие е свързано с формирането на една полифациална сарматско-понтийска денудационно-абразионна и акумулативна повърхнина. Тя се проследява във високите части на Дунавската равнина, в ивицата между 300 и 500 m. Второто по височина и възрадт морфостратиграфско ниво – левантийското, има също полифациален денудационно-абразионен и акумулативен характер. Неговите следи се установяват в пределите на цялата равнина между 150 и 300 m. В източната и средната част на Дунавската равнина то заема по-ниските ивици на обособените от ерозията възвишения, а в западната ѝ част – в горнищата на плоските асиметрични вододели.
След осушаването на изолираните плиоценски езерни басейни взаимодействието между плацидната основа, позитивните радиални движения и екзогенната скулптурна дейност в течение на плейстоцена довежда до оформянето на съвременната долинна мрежа. Успоредно с нейното образуване се е извършило отлагането на покривните плейстоценски чакъли. Върху тях в по-голямата част на равнинно-хълмистия релеф през младия плейстоцен се е появил льосообразувателния процес, който е причинил формирането на льосовата покривка.
Едрите черти на релефа в Дунавската равнина се обуславят не само от различните по мощност и устойчивост почти хоризонтални пластове, но и от конфигурацията на разломните структури, селективната проява на денудацията, както и от амплитудата на позитивните земекорни движения и нарастването на дълбочината на ерозионното задълбаване. Добре изразените чупки в напречните профили на остатъчните плата в Източната Дунавска равнина отразяват, от една страна, отвесните скални корнизи на устойчивите варовици и варовити пясъчници, а, от друга – полегатите склонове на лабилните мергелни пластове. Освен това разломните структури са предначертали както селективното скулптурно въздействие на денудацията и оформянето на контурите на съвременната долинна мрежа, така и тясно свързаните с нея плоски вододелни ридове, ерозионни възвишения и денудационни плата.

## Полезни изкопаеми
- черни въглища (Добруджански басейн)
- лигнитни въглища (Ломски басейн)
- гипс (Кошава, Оряхово)
- каолин (Каолиново)
- каменна сол (Провадийско, Варненска област)
- огнеупорни глини (Плевенско)
- нефт (Долни Дъбник и Горни Дъбник, Плевенско; с. Тюленово, до Шабла)
- природен газ (Деветаки, Ловешко; Чирен, Врачанско)
- манган (Оброчище, Църква, Игнатиево)
- варовици и кварцови пясъци

## Климат и води
Умерено-континенталният климат на Дунавската равнина се обуславя от значителната ѝ отвореност на североизток и сравнително еднообразния релеф. Средногодишната температура варира от 10°С до 12,2 °C в различните части на равнината. Най-ниските зимни средномесечни температури са през месец януари. Поради безпрепятственото нахлуване на студени въздушни маси през зимата, в равнината за дълго се установява студено време, нерядко придружено от устойчиви температурни инверсии. Това е причината дори и при малка надморска височина от около 100 – 200 m, януарските температури да бъдат отрицателни. В източната част, поради климатичното влияние на Черно море и по-слабо изразените температурни инверсии, зимата е значително по-мека. Средната януарска температура за равнината е около −1 °C. През останалите сезони преобладават океански въздушни маси от запад и северозапад. Най-високите летни температури се проявяват през месец юли, като в западната част на равнината те достигат 23 – 24 °C. В Дунавската равнина е измерена най-високата годишна температурна амплитуда (25 °C).
Валежните суми са най-големи в западната и южна част на равнината – 600 – 650 mm. Постепенно на север и изток количеството на валежите намалява до 550 – 500 mm. Най-малки са те по брега на река Дунав, поради валежната сянка, която предизвикват Карпатите и Стара планина, както и в Добруджа (45 – 50 mm), поради засилването на степните черти на климата. Режимът на валежите се характеризира с най-големи валежни количества през лятото и средномесечен майско-юнски максимум и февруарски минимум. Продължителността на снежната покривка е 40 – 50 дни годишно. Преобладават западните, северозападните и северни ветрове. Характерни за Дунавската равнина са честите и продължителни мъгли, не само покрай река Дунав, но и във вътрешните части на равнината.
През Дунавската равнина се оттичат много реки. Едни от тях водят началото си от самата равнина, други от Предбалкана, а трети от Стара планина. От реките протичащи през равнината само река Искър извира от планина Рила и коритото ѝ пресича Стара планина.
Дунавската равнина е богата на подземни води. Грунтови води се разкриват в алувиалните отложения на река Дунав и по-големите вътрешни реки. Карстовите води има в източната и най-западната част на равнината. Тези води подхранват реките и обуславят както по-големите водни количества, така и по равномерен режим. Реки с карстово подхранване са Русенски Лом, Девня, Провадийска и др.

## Почви
Почвите в по-голямата част от Дунавската равнина са се формирали върху льосова основа при наличие най-вече на степна и лесостепна растителност. Развити са главно черноземните почви (карбонатни, типични, излужени и оподзолени) и по-малко сиви горски почви. Карбонатните и типичните черноземи заемат льосовите плата, които са по-близо до река Дунав, а излужените и оподзолените са развити върху по-високо издигнатите южни и източни части на равнината както и западно от град Белоградчик. Южно от зоната на черноземите са развити тъмносивите и сиви горски почви, разпространени предимно в западната част и на изток от долината на река Камчия. Алувиално-ливадни почви се срещат в речните долини и около коритата на реките, както и в низините по поречието на река Дунав.

## Растения и животински свят
Почвените типове и специфичните климатични условия обуславят прехода от широколистна горска растителност на запад към по-сухолюбива тревна растителност със степен характер на изток. Естествената растителност заема ограничени пространства (в районите неподходящи за земеделие). По тази растителност се съди, че в миналото Дунавската равнина е била почти изцяло заета от просторни гори и ливадни степи. Особено гориста е била  източната част на равнината – Лудогорието. Днес естествената растителност е запазена в Дунавските острови и неизползваните за земеделие части от крайречните низини, където нивото на подземните води е високо. В състава на тези гори влизат главно влаголюбиви видове – върба и топола. От дървесните видове най-разпространени са някои видове дъб (цер и благун), бряст, габър, липа, леска и др. От степните видове най-разпространени са степните треви като садината, коилото, перуника и др.
В горските райони се срещат видовете глухар, рис, сърна, дива свиня, язовец, вълк, лисица и др. В Южна Добруджа са характерни степните видове – степен пор, гризачи, скакалци и др. Много разнообразен е птичия свят. Крайбрежните низини, блатата, островите, както горите в Лудогорието се обитават от повече от 200 вида птици. Типични представители са дивите патици, гъските, яребиците, гургулиците, пъдпъдъци. Езерото Сребърна предлага разнообразие от птичи видове – къдроглави пеликани, различни видове чапли, 11 вида патици и др.